# Mission Of The Entranced
Mission Of The Entranced è un album in studio del gruppo musicale Chrome, pubblicato il 1990.

## Tracce
1. We Are Not Haunted Pt. 1 – 14:57
2. We Are Not Haunted Pt. 2 – 2:17
3. Misson Of The Entranced Pt. 1 – 1:23
4. Misson Of The Entranced Pt. 2 – 15:23

## Formazione
- Damon Edge - voce, sintetizzatore, drum machine, gong
- Fabienne Shine - voci aggiuntive
- Remy Devilla - chitarra
- Cliff Martin - chitarra, basso, sintetizzatore, drum machine
- Pierre Roussel - basso
- Patrick Imbert - batteria